# Rivière à la Pêche (Shawinigan)
Pour les articles homonymes, voir pêche.
La rivière à la Pêche est un affluent de la rive ouest de la rivière Saint-Maurice, coulant dans le parc national de la Mauricie, dans l'ex-territoire non organisé du Lac-des-Cinq et du secteur de Saint-Jean-des-Piles de la ville de Shawinigan, dans la région administrative de la Mauricie, au Québec, au Canada.

## Géographie
La rivière à la Pêche prend sa source à l'embouchure du lac Édouard (longueur : 3,6 km ; altitude : 274 m).

### Cours supérieur de la rivière à la Pêche
(segment de 8,0 km)
Le lac à la Pêche est approvisionné sur sa rive ouest par la décharge du lac Édouard (situé au nord-ouest) lequel coule presque en ligne droite sur 4,9 km vers le sud dans une vallée étroite, jusqu'au lac à la Pêche. À partir de l'embouchure du lac Édouard, le courant descend sur un premier segment de 1,2 km, puis traverse le lac Marie (long de 0,93 km ; altitude : 259 m).
La rivière poursuit son parcours sur 2,0 km pour se déverser dans la partie nord du lac Parker (longueur : 0,63 km dans le sens nord-sud ; altitude : 216 m). Puis le lac Parker se décharge vers l'est où l'eau dévale sur 0,6 km pour se déverser dans le lac à la Pêche (long de 5,8 km dans le sens nord-sud ; altitude : 170 m). Le courant traverse le lac à la Pêche sur 3,1 km vers le nord, en contournant une presqu'île rattachée à la rive ouest du lac.

### Cours inférieur de la rivière à la Pêche
(segment de 8,0 km)

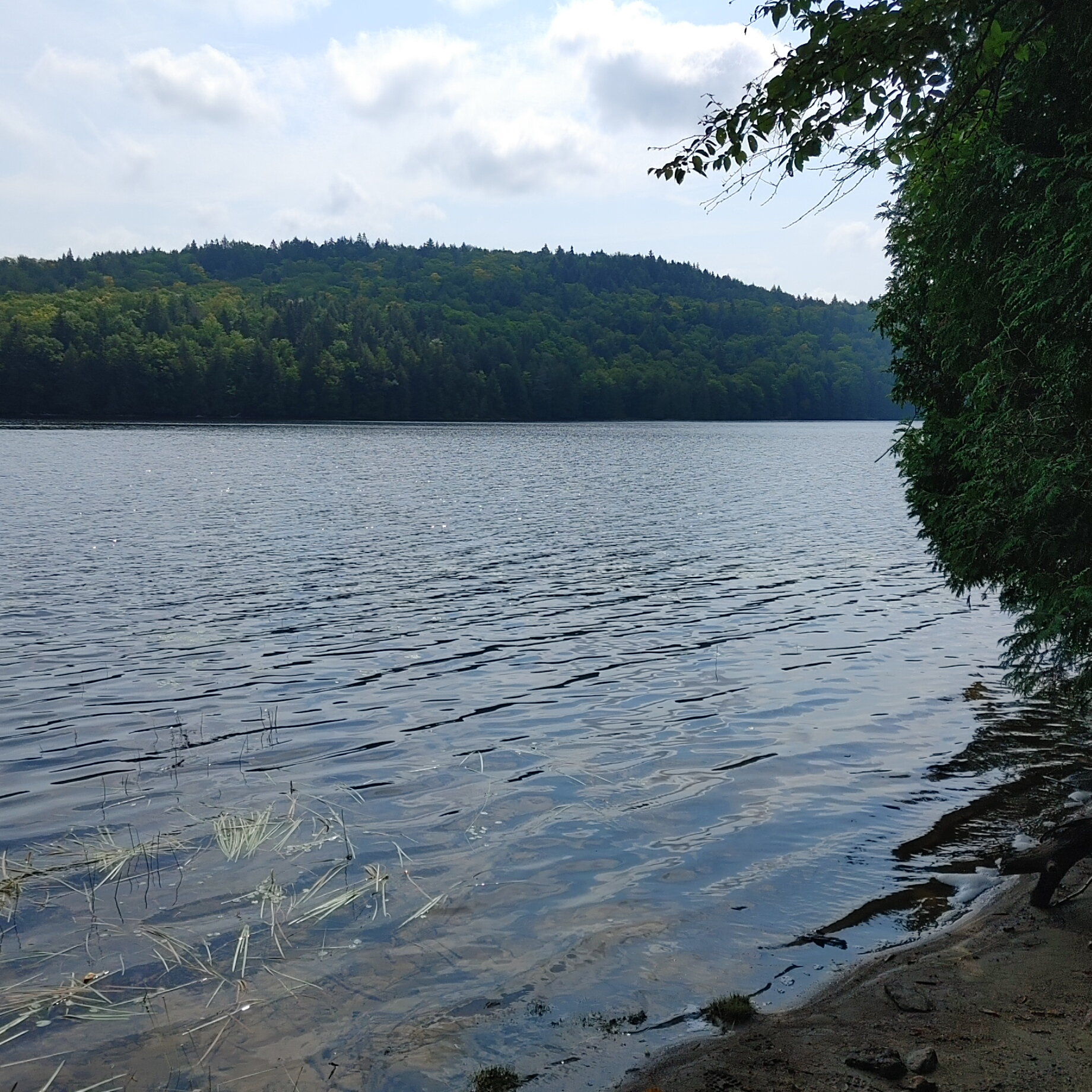

L'embouchure du lac à la Pêche est située au fond d'une baie étroite du côté nord. La distance entre cette embouchure et le lac Isaïe est longue de 1,5 km. Ce segment de la rivière à la pêche passe entre des falaises de montagnes. Cette décharge comporte en son centre un petit lac (longueur : 0,9 km ; altitude : 168 km). Puis, les eaux traversent le lac Isaïe (longueur : 1,9 km ; altitude : 166 m). Ce dernier est alimenté du côté est par les lac Bérubé et Français. Le lac Isaïe se déverse dans la rivière à la Pêche, laquelle coule vers le nord-est sur 4,6 km dans Saint-Jean-des-Piles en longeant sur un segment le chemin du Lac-à-la-Pêche. L'une des entrées principales du Parc national de la Mauricie est située dans ce secteur.
La confluence de la rivière est située sur la rive ouest de la rivière Saint-Maurice, à 7,3 km (mesuré en suivant le parcours de la rivière) au nord du village de Saint-Jean-des-Piles. La distance entre le lac Isaïe et la rivière Saint-Maurice est de 3,9 km (en ligne directe) ou 5,1 km (en suivant le parcours de la rivière). Ainsi, la distance entre l'embouchure de la décharge du lac Édouard dans le lac à la pêche et l'embouchure du lac Isaïe est de 6,6 km.
La rivière à la Pêche coule entièrement en milieu forestier et devient sinueuse dans certains segments de son parcours. Le sous-bassin versant du côté nord est celui de la décharge du lac Bouchard, dont l'embouchure avec la rivière Saint-Maurice est situé à 2,5 km plus au nord que l'embouchure de la rivière à la Pêche.

## Toponymie
Selon la Banque des noms de lieux de la Commission de toponymie du Québec, le mot pêche revient pour 56 toponymes : rivières, lacs, chemins, îles, parcs... Ce terme était populaire dans les mœurs, à l'époque de nommer les lieux des nouveaux territoires visités ou à développer. Au XIXe siècle, la réputation du lac en termes d'histoires à succès de pêche prenait tout son sens en le désignant ainsi.
Le toponyme Lac à la Pêche a été inscrit le 5 décembre 1968 à la Banque des noms de lieux de la Commission de toponymie du Québec.